# 리투아니아의 대외 관계
리투아니아는 발트해 남동쪽 연안에 위치한 유럽 국가로, 유엔(UN), 유럽 안보 협력 기구(OSCE), 유럽 연합(EU), 북대서양 조약 기구(NATO), 세계무역기구(WTO) 등의 회원국이다. 현재 리투아니아는 186개국과 외교 관계를 유지하고 있다. 리투아니아는 1991년 9월 18일, 유엔에 가입하였으며, 그 산하 여러 기구 및 국제 협정의 당사국이기도 하다. 또한 유럽 안보 협력 기구(OSCE), 북대서양 조약 기구(NATO) 및 그 산하기관인 북대서양 협력 평의회(NACC), 유럽 평의회(CoE), 유럽 연합(EU)의 회원국이다. 세계무역기구(WTO)에는 2001년 5월 31일에 정식 가입하였다.

## 각국별 대외 관계

### 아시아

#### 대한민국
대한민국과 리투아니아는 1991년 10월 14일에 외교 관계를 수립하였다.
대한민국 외교통상부에 따르면, 리투아니아에 거주하는 한국인의 수는 41명에 불과하다.

### 유럽

#### 라트비아
리투아니아와 라트비아 간의 외교 관계는 1919년으로 거슬러 올라간다. 1921년 2월 12일, 라트비아는 리투아니아를 법적으로 승인하였다. 두 차례의 세계 대전 사이의 양국 독립 기간 동안, 국경 간 및 국제 협력을 강화하기 위한 새로운 연합 및 파트너십 설립 노력이 계속되었으나, 이는 별다른 실질적 결과를 가져오지는 못하였다.
양국이 국가로서의 독립을 회복한 후, 1991년 10월 5일에 외교 관계가 재개되었으며, 그날 국경 재설정, 투자 촉진 및 보호, 항공 서비스 등 여러 사안에 대한 합의가 이루어졌다. 오늘날 라트비아는 리투아니아의 수출 대상국 순위에서 두 번째, 수입 대상국에서는 네 번째를 차지하고 있다. 현재 리투아니아와 라트비아 간의 다양한 분야의 관계는 23건의 양자 협정과, 에스토니아가 포함된 22건의 3자 협정에 의해 규율되고 있다.

#### 러시아
1920년 7월 12일, 리투아니아는 소비에트 러시아와 평화 조약을 체결하였으며, 이에 따라 러시아는 어떠한 유보도 없이, 그리고 그로부터 발생하는 모든 법적 결과와 함께 리투아니아 국가의 주권과 독립을 인정하였고, 선의로 러시아의 모든 민족적, 영토적 요구를 영원히 포기하였다. 1991년 7월 27일, 리투아니아와 러시아는 국경 간 관계의 근거에 관한 협정을 체결하였다. 이 협정에 따라 양국은 서로를 국제법의 완전한 주체이자 주권 국가로 인정하였다. 같은 해 10월 9일, 양국 대표는 리투아니아 국가의 독립과 주권을 최종적으로 승인한다는 의미의 외교 공문을 교환하였다. 러시아군의 철수는 다소 시간이 더 걸렸으며, 리투아니아에 주둔하던 마지막 러시아 군대는 1993년 8월 31일 자국 영토를 떠났다. 리투아니아는 해당 국가에 대한 유럽 연합 및 기타 국제 기구들의 입장을 지지하며, 제재 정책을 승인하고 있다. 이 나라는 조지아 및 우크라이나 영토의 일부가 러시아 연방에 병합된 것을 인정하지 않는다. 또한 자국의 정보 공간을 보호하기 위한 적극적인 조치를 취하고 있다. 현재 리투아니아와 러시아 간의 관계를 다양한 분야에서 규율하는 양자 협정은 총 39건이다. 리투아니아는 모스크바에 대사관을 두고 있으며, 러시아는 빌뉴스에 대사관, 클라이페다에 영사관을 두고 있다.

#### 영국
리투아니아는 1991년 9월 4일, 영국과 외교 관계를 수립하였다.
양국은 유럽 평의회, 유럽인권법원, 국제형사재판소, 합동 원정군, 북대서양 조약 기구(NATO), 경제협력개발기구(OECD), 유럽 안보 협력 기구(OSCE), 세계무역기구(WTO)의 공통 회원국이다. 양자 차원에서는 투자 협정을 체결하고 있다.

#### 폴란드
리투아니아와 폴란드는 공동 국가 시절부터 외교 관계가 단절되었던 시기까지, 오랜 상호 관계의 역사를 공유하고 있다. 현재 양국 관계는 매우 우호적인 상태이다. 폴란드는 1991년 8월 26일, 리투아니아의 독립을 승인하였으며, 같은 해 9월 5일 양국은 공식적으로 외교 관계를 수립하였다.
국경 간 협력을 촉진하기 위해 1994년 4월 26일, 리투아니아 공화국과 폴란드 공화국 간 우호 및 선린 협력에 관한 협정이 체결되었다. 이 협정은 양국 협력의 기본 원칙을 규정하고, 상호 간 영토적 요구를 포기하며, 자국 내 소수민족의 권리를 명시하고 있다.
1995년 2월에는 리투아니아 대통령의 바르샤바에 대한 첫 공식 방문이 이루어졌다. 양국 간 협력을 보다 효율적으로 추진하고 양자 프로젝트의 이행을 촉진하기 위해, 1997년에는 리투아니아-폴란드 대통령 자문위원회, 양국 간 의원협의회, 정부 간 협력 이사회 등 세 개의 공동 기구가 설립되었다.
발다스 아담쿠스와 알렉산데르 크바시니에프스키가 양국 대통령으로 재임하던 시기에는 양자 협력이 매우 밀접하고 활발해졌다. 폴란드는 리투아니아의 유럽 연합(EU) 및 북대서양 조약 기구(NATO) 가입 과정에서 중요한 동맹국이었으며, 양국 대통령은 2004년 우크라이나의 오렌지 혁명 당시 중재자 역할을 수행하기도 하였다. 두 나라는 오늘날에도 외교, 안보 위협에 대한 공통된 인식을 공유하며, 에너지 자립의 중요성에 대해서도 의견을 같이하고 있다.
이후에는 리투아니아 내 폴란드계 소수민족의 지위, 폴란드어 개인 및 지명 표기 문제, 폴란드계 학교 문제 등을 둘러싼 논란으로 인해 양국 관계에 일시적인 긴장이 있었다. 또한, 푸우스크 및 세이니 지역에 거주하는 리투아니아계 소수민족은 교육 문제에서 어려움을 겪고 있다.
그러나 2016년 이후 지역의 지정학적 변화와 에너지, 교통 인프라 사업의 추진과 더불어, 양국 관계는 점차 회복되고 있다. 폴란드는 발트해 지역의 안보 확보에 적극적으로 참여하고 있으며, 자국 군대를 리투아니아 내 NATO 훈련에 지속적으로 파병하고 있다.

### 아메리카

#### 미국
리투아니아와 미국은 1992년 7월 28일, 처음으로 외교 관계를 수립하였으며, 이는 리투아니아 정부 관계자들과 미국 내 리투아니아 공동체 구성원들의 막대한 노력 덕분이었다. 리투아니아가 점령되어 있던 전체 기간 동안, 미국은 그 점령을 인정하지 않는 정책을 유지하였다. 독립이 회복된 이후, 1991년 9월 6일, 양국은 국경 간 관계를 재개하였다. 미국의 정부 및 비정부 기구들은 새로 출범한 민주주의 국가의 공공 및 행정 기관, 그리고 시장 경제를 강화하기 위해 많은 지원을 제공해왔다.
1992년 10월 2일, 미국 대사관이 빌뉴스에 개설되었다. 2002년 11월 22일, 조지 W. 부시 미국 대통령이 리투아니아를 공식 방문하였으며, 이는 미국 대통령으로서는 최초의 리투아니아 방문이었다. 2003년 5월 8일, 미국 상원은 NATO 가입 의정서를 만장일치로 비준하여 리투아니아의 나토 가입을 위한 문을 열었다. 현재 리투아니아와 미국 간에는 다양한 분야에서 관계를 규율하는 양자 협정이 29건 존재한다.